# Esther González
Esther González Rodríguez (* 8. Dezember 1992 in Huéscar) ist eine spanische Fußballspielerin. Zumeist wird sie als Sturmspitze eingesetzt.

## Karriere

### Vereine

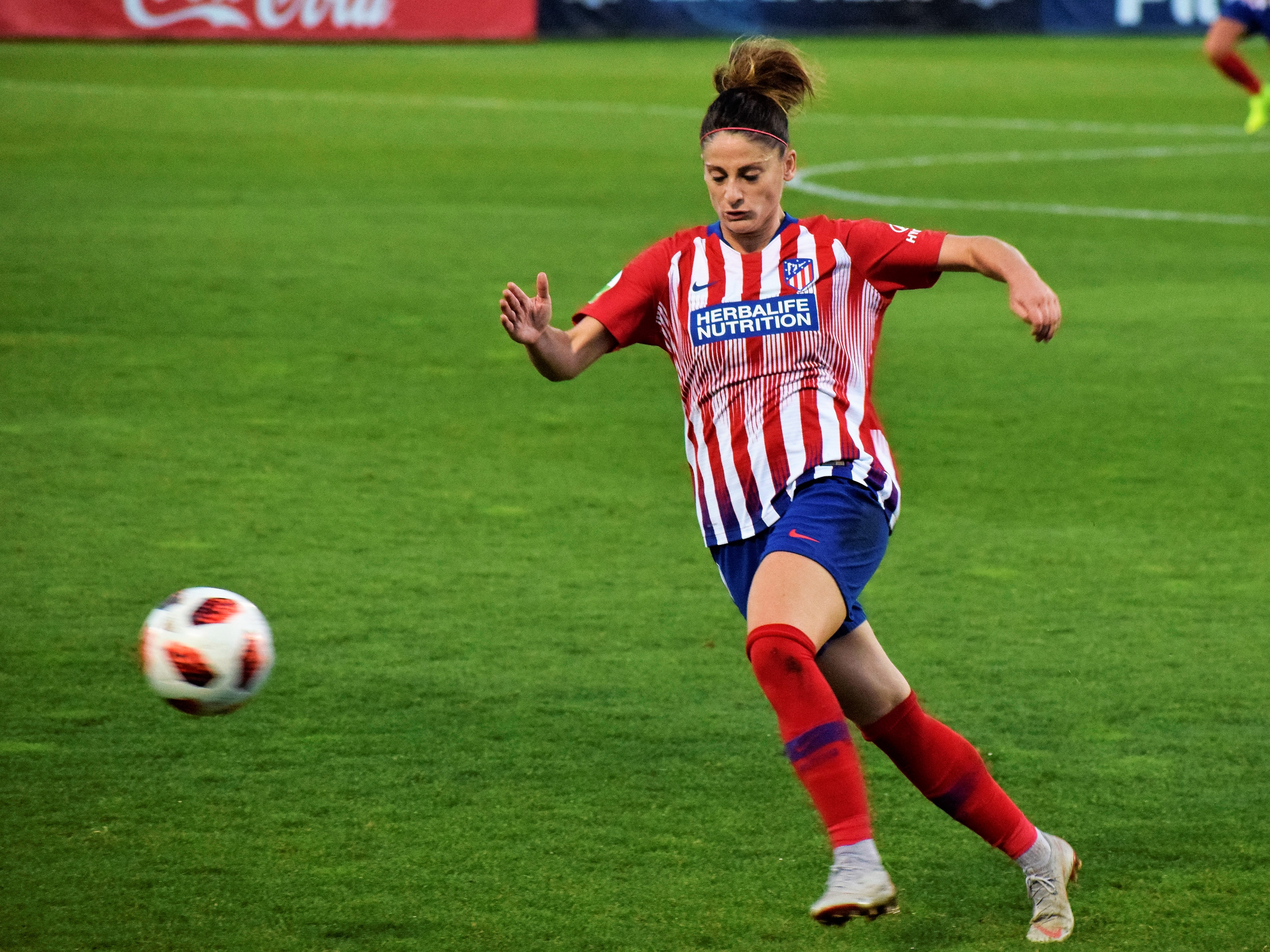
Esther González im Oktober 2018 im Dress von Atlético Madrid

Esther González begann im Alter von sieben Jahren in ihrer Heimatstadt Huéscar mit dem Fußballsport, da es jedoch keine Frauenmannschaften in ihrer Nähe gab, spielte sie zu Beginn mit Jungen. Im Alter von 14 Jahren schloss sie sich erstmals einer Frauenmannschaft an, hierzu wurde sie von ihrem Vater für jedes Training und zu den Spielen ins rund 250 Kilometer entfernte Villanueva de Algaidas gefahren, wo Esther für den CD Algaidas in der zweiten Spielklasse auflief.
Im Jahr 2009 wechselte sie zu UD Levante, wo sie am 6. September im Stadtderbi gegen den FC Valencia ihr Debüt in der Primera División feierte. Nach zwei Jahren ging sie zurück nach Andalusien, wo sie je eine Saison für Atlético Málaga, wo die damals 19-jährige Stürmerin trotz zwölf Toren den Abstieg in die zweite Spielklasse nicht verhindern konnte, und Sporting Huelva, mit denen sie 15 Treffer in 27 Begegnungen erzielte, bestritt. Das Talent und die Torjägerqualitäten von Esther González blieben nicht unbemerkt und so verpflichtete Atlético Madrid die junge Angreiferin. Bei den Rojiblancas sollte sie ihren Durchbruch feiern. In der Saison 2014/15 beendete sie mit ihrer Mannschaft die Meisterschaft auf dem zweiten Platz und qualifizierte sich damit erstmals für die UEFA Champions League, wo sie mit ihrem Team im Achtelfinale am späteren Sieger Olympique Lyon scheiterte. Im Jahr 2016 gewann sie mit Atlético Madrid den spanischen Pokal durch einen 3:2-Sieg im Endspiel gegen den FC Barcelona. In Spielzeit 2016/17 folgte der erste spanische Meistertitel, den sie mit ihrem Klub zweimal erfolgreich verteidigen konnte. Nach sechs Jahren in Madrid wechselte sie im Sommer 2019 zu ihrem ehemaligen Klub UD Levante, wo Esther González für zwei Jahre unterschrieb. In der Saison 2019/20, die nach 21 von 30 Spielen aufgrund der COVID-19-Pandemie abgebrochen wurde, erlebte sie einen Tiefpunkt, in 19 Begegnungen konnte die Stürmerin kein einziges Tor erzielen. Darauf folgte jedoch 2020/21 eine sehr starke Saison. Sie führte ihre Mannschaft mit 29 Treffern in 34 Spielen zu Platz drei in der Liga. Im Pokal erreichte UD Levante das Endspiel, scheiterte dort aber am FC Barcelona.
Im Sommer 2021 unterschrieb Esther González für Real Madrid. Bei den Königlichen konnte sie ihre Qualitäten als Torjägerin erneut unter Beweis stellen. Mit 14 Ligatoren sowie zwei Treffern im Pokal und einem in der Champions League war sie 2021/22 die erfolgreichste Stürmerin ihrer Mannschaft. In der Saison 2022/23 reduzierte sich ihre Einsatzzeit, dennoch brachte sie es Wettbewerbsübergreifend auf 22 Tore und wurde in dieser Hinsicht nur von Caroline Weir (28) übertroffen. Ihr Vertrag wurde am Ende der Spielzeit nicht verlängert und Esther González wechselte daraufhin in die National Women’s Soccer League zu NJ/NY Gotham FC. Mit ihrer Mannschaft beendete sie den Grunddurchgang auf dem sechsten Platz und qualifizierte sich damit für die Play-offs. Hier setzte sich NJ/NY Gotham FC nacheinander gegen North Carolina Courage, Portland Thorns FC und OL Reign durch um den Titel zu erobern. Esther González steuerte in acht Einsätzen drei Tore bei, darunter das entscheidende 2:1 im Finale gegen OL Reign.

### Nationalmannschaft
Esther González bestritt mit Spaniens U17 die EM 2009, wo sie mit ihrer Mannschaft erst im Endspiel gegen Deutschland verlor. Mit der U19 qualifizierte sie sich für die EM-Endrunde 2010, scheiterte dort jedoch mit ihrer Mannschaft bereits in der Vorrunde. Im selben Jahr bestritt sie noch drei Begegnungen der ersten Qualifikationsrunde zur EM 2011, stand aber nicht im Aufgebot für die Elite- und Endrunde.
Im Jahr 2013 wurde sie ins vorläufige Aufgebot der A-Nationalmannschaft für die EM 2013 berufen, schaffte es jedoch letztlich nicht in den Endrundenkader. Ihr Debüt im Nationalteam folgte am 4. März 2016 in einem Freundschaftsspiel gegen Rumänien. Im Sommer 2017 stand sie im Endrundenkader der Spanierinnen für die EM 2017, kam aber im Laufe des Turniers nicht zum Einsatz. Am 18. Februar 2021 erzielte sie in der Qualifikation zur EM 2022 beim 13:0-Sieg der Spanierinnen gegen Aserbaidschan fünf Treffer. Bei der Endrunde erreichte sie mit ihrer Nationalmannschaft das Viertelfinale, wo Spanien in der Nachspielzeit mit 1:2 am späteren Europameister England scheiterte. Im Sommer 2023 stand sie im Aufgebot für die Weltmeisterschaft. Die Spanierinnen konnten das Turnier durch ein 1:0 im Endspiel gegen England erstmals für sich entscheiden. Esther González kam auf fünf Einsätze und steuerte einen Treffer bei.

## Erfolge
Verein
- CONCACAF W Champions Cup: 2024/25 (mit NJ/NY Gotham FC)
- US-amerikanische Meisterin: 2023 (mit NJ/NY Gotham FC)
- Spanische Meisterin (3): 2017, 2018, 2019 (mit Atlético Madrid)
- Spanische Pokalsiegerin: 2016 (mit Atlético Madrid)

Nationalmannschaft
- Weltmeisterin: 2023